# Ole Lilloe-Olsen
Ole Andreas Lilloe-Olsen (ur. 28 kwietnia 1883 w Vestre Aker w Oslo, zm. 30 kwietnia 1940 tamże) – norweski strzelec, sześciokrotny medalista olimpijski.

## Życiorys
Wziął udział w dwóch edycjach igrzysk olimpijskich, w latach 1920 i 1924. W 1929 roku zdobył ponadto srebrny medal mistrzostw świata.
Mistrz krajów nordyckich z 1923 w strzelaniu do sylwetki jelenia oraz strzelaniu z pistoletu małokalibrowego.
Był także przewodniczącym klubu Oslo Sportsskytteres oraz narciarzem.
Był żonaty z Fanny Rebekką Stalsberg.

## Wyniki

### Igrzyska olimpijskie
| Igrzyska       | Konkurencja                                     | Wynik                           | Miejsce | Źródło |
| -------------- | ----------------------------------------------- | ------------------------------- | ------- | ------ |
| Antwerpia 1920 | Runda pojedyncza do sylwetki jelenia, drużynowo | 178 pkt. (druż.) 36 pkt. (ind.) |         | [ 6 ]  |
| Antwerpia 1920 | Runda podwójna do sylwetki jelenia              | 82 pkt.                         |         | [ 7 ]  |
| Antwerpia 1920 | Runda podwójna do sylwetki jelenia, drużynowo   | 343 pkt. (druż.) 77 pkt. (ind.) |         | [ 8 ]  |
| Antwerpia 1920 | Trap, drużynowo                                 | 210 pkt. (druż.)                | 7       | [ 9 ]  |
| Paryż 1924     | Runda pojedyncza do sylwetki jelenia            | 35 pkt.                         | =15     | [ 10 ] |
| Paryż 1924     | Runda pojedyncza do sylwetki jelenia, drużynowo | 160 pkt. (druż.) 43 pkt. (ind.) |         | [ 11 ] |
| Paryż 1924     | Runda podwójna do sylwetki jelenia              | 76                              |         | [ 12 ] |
| Paryż 1924     | Runda podwójna do sylwetki jelenia, drużynowo   | 262 pkt. (druż.) 68 pkt. (ind.) |         | [ 13 ] |
| Paryż 1924     | Trap                                            | 94 pkt.                         | =11     | [ 14 ] |
| Paryż 1924     | Trap, drużynowo                                 | 336 pkt. (druż.) 89 pkt. (ind.) | 7       | [ 15 ] |

### Medale mistrzostw świata
Opracowano na podstawie materiałów źródłowych:
| Mistrzostwa    | Konkurencja                                     | Wynik            | Miejsce |
| -------------- | ----------------------------------------------- | ---------------- | ------- |
| Sztokholm 1929 | Runda pojedyncza do sylwetki jelenia, drużynowo | 163 pkt. (druż.) |         |